# جيم كالاهان
جيم كالاهان (بالإنجليزية: Jim Callahan)‏ هو لاعب كرة قاعدة أمريكي، ولد في 12 يناير 1881 في مقاطعة أليني في الولايات المتحدة، وتوفي في 9 مارس 1968 في كارنغي في الولايات المتحدة.

## وصلات خارجية
- جيم كالاهان على موقعبيزبول رفرنس.كوم (الدوري الرئيسي) (الإنجليزية)
- جيم كالاهان على موقعبيزبول رفرنس.كوم (الدوري الثانوي) (الإنجليزية)